# Циня
Ци́ня (латыш. Cīņa, с латыш. — «Борьба») — общественно-политическая газета на латышском языке, выходившая с 1904 по 1991 год. С 1990 года орган ЦК Компартии Латвии. Ликвидирована после решения Верховного Совета Латвийской Республики о запрете деятельности коммунистической партии.

## История
Основана в марте 1904 года под названием «Zihņa» как центральный печатный орган латышской социал-демократической рабочей организации. После реформы латышской письменности в межвоенное время название стало писаться как «Cīņa».
До 1917 года издавалась нелегально. Печаталась в Риге, Брюсселе и Петрограде. В 1919 году стала печатным органом Коммунистической партии Латвии и оставалась им до 1990 года. В период с 1919 по 1940 год вновь была нелегальной, в 1931—1933 годах — не издавалась. После вхождения Латвии в состав СССР стала органом ЦК КП Латвии, Верховного Совета и Совета Министров Латвийской ССР.

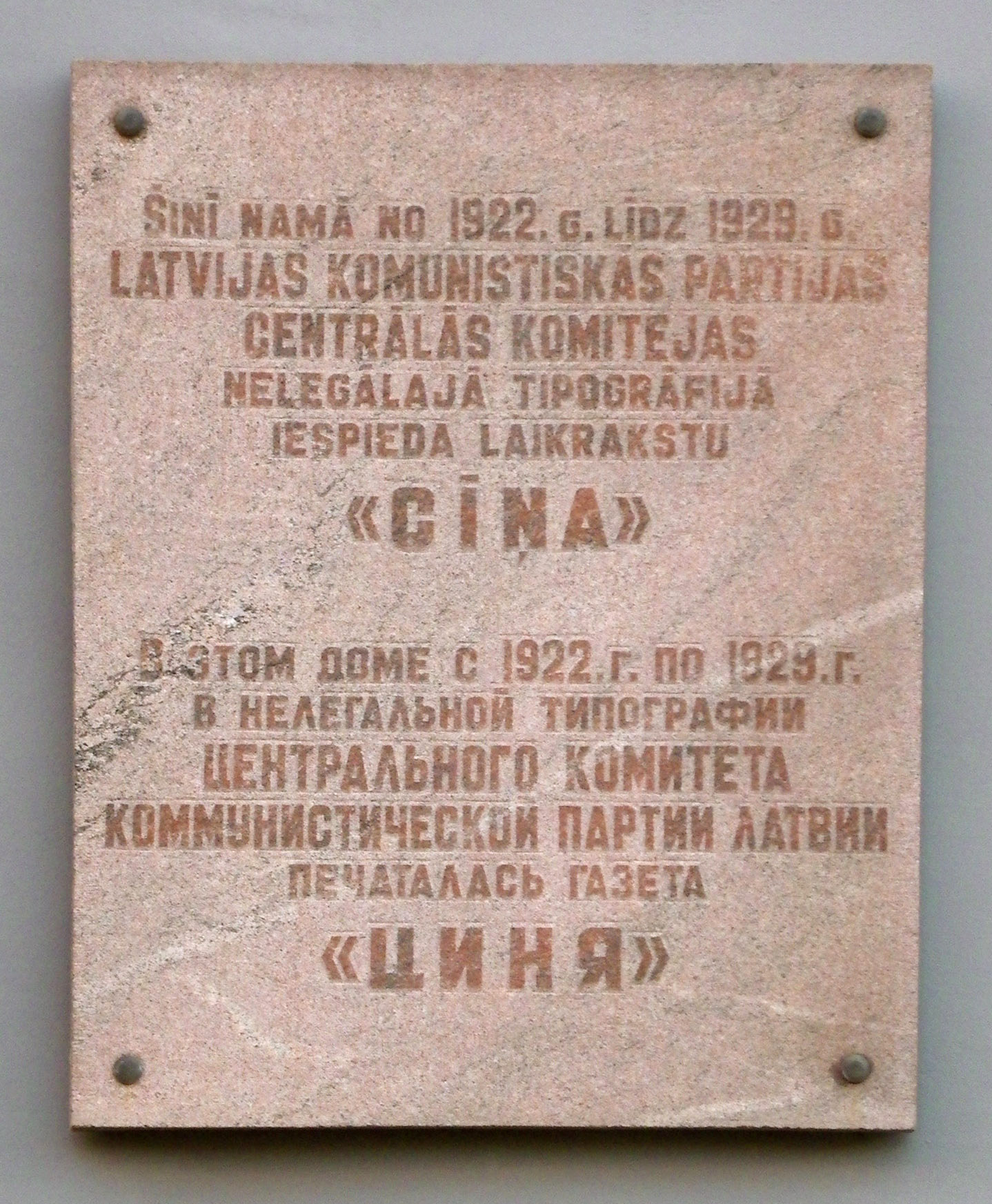
Мемориальная доска на доме № 22 по улице Краславас в Риге, где в 1922—1929 годах печаталась «Циня»

6 апреля 1954 года награждена орденом Трудового Красного Знамени.
Максимальный тираж газеты в 1970-е годы достигал 200 тыс. экземпляров.
4 марта 1974 года указом Президиума Верховного Совета СССР газета награждена орденом Октябрьской Революции в связи с её 70-летием. Отмечены большие заслуги издания в коммунистическом воспитании трудящихся Латвийской ССР, мобилизации их на выполнение задач хозяйственного и культурного строительства.
В январе 1990 года пленум ЦК Компартии Латвии принял решение преобразовать газеты «Циня» и «Советская Латвия» в исключительно партийные, разделив партийную и общественную печать. После этого газеты стали органами ЦК Компартии Латвии.
Латвийская независимая коммунистическая партия, отколовшаяся от КПЛ, в 1990 году стала издавать газету «Neatkarīgā Cīņa» («Независимая Борьба»), которая затем получила название «Neatkarīgā Rīta Avīze», а «Циня», издававшаяся КПЛ, была запрещена судом осенью 1991 года, после запрета самой партии решением Верховного Совета.